# Crédit Agricole (wielerploeg)/2007
Deze pagina geeft een overzicht van de wielerploeg Crédit Agricole in 2007.
| Naam                | Geboortedatum | Nationaliteit    | Ploeg 2006       |
| ------------------- | ------------- | ---------------- | ---------------- |
| Francesco Bellotti  | 06-08-1979    | Italië           |                  |
| László Bodrogi      | 11-12-1976    | Hongarije        |                  |
| William Bonnet      | 25-06-1982    | Frankrijk        |                  |
| Aleksandr Botsjarov | 26-02-1975    | Rusland          |                  |
| Pietro Caucchioli   | 28-08-1975    | Italië           |                  |
| Anthony Charteau    | 04-06-1979    | Frankrijk        |                  |
| Julian Dean         | 28-01-1975    | Nieuw-Zeeland    |                  |
| Christophe Edaleine | 01-11-1979    | Frankrijk        |                  |
| Jimmy Engoulvent    | 07-12-1979    | Frankrijk        |                  |
| Dmitri Fofonov      | 15-08-1976    | Kazachstan       |                  |
| Angelo Furlan       | 22-07-1977    | Italië           | Selle Italia     |
| Patrice Halgand     | 02-03-1974    | Frankrijk        |                  |
| Sébastien Hinault   | 11-02-1974    | Frankrijk        |                  |
| Jonathan Hivert     | 23-03-1985    | Frankrijk        |                  |
| Thor Hushovd        | 18-01-1978    | Noorwegen        |                  |
| Mads Kaggestad      | 22-02-1977    | Noorwegen        |                  |
| Christophe Kern     | 18-01-1981    | Frankrijk        | Bouygues Télécom |
| Christophe Laurent  | 26-07-1977    | Frankrijk        | Agritubel        |
| Christophe Le Mével | 11-09-1980    | Frankrijk        |                  |
| Cyril Lemoine       | 03-03-1983    | Frankrijk        |                  |
| Jean-Marc Marino    | 03-03-1983    | Frankrijk        |                  |
| Rémi Pauriol        | 04-04-1982    | Frankrijk        |                  |
| Benoît Poilvet      | 27-08-1976    | Frankrijk        |                  |
| Saul Raisin         | 06-01-1983    | Verenigde Staten |                  |
| Mark Renshaw        | 22-10-1982    | Australië        |                  |
| Nicolas Roche       | 03-07-1984    | Ierland          | Cofidis          |
| Pierre Rolland      | 10-10-1986    | Frankrijk        | beloften         |
| Yannick Talabardon  | 06-07-1981    | Frankrijk        |                  |

1999 · 2000 · 2001 · 2002 · 2003 · 2004 · 2005 · 2006 · 2007 · 2008
AG2R-La Mondiale · Astana · Bouygues Télécom · Caisse d'Epargne · Cofidis, Le Crédit par Téléphone · Crédit Agricole · Team CSC · Discovery Channel Pro Cycling Team · Euskaltel-Euskadi · La Française des Jeux · Team Gerolsteiner · Lampre - Fondital · Liquigas - Bianchi · Predictor-Lotto · Quick·Step - Innergetic · Rabobank · Saunier Duval - Prodir · Team Milram · T-Mobile Team · Unibet.com